# Episodi di The Big Bang Theory (quarta stagione)
La quarta stagione della sitcom americana The Big Bang Theory è stata trasmessa negli Stati Uniti dal canale CBS dal 23 settembre 2010 al 19 maggio 2011, ottenendo un'audience media di 13 138 000 telespettatori, risultando così una delle serie TV più seguite della stagione televisiva statunitense 2010-2011.
Durante la produzione della stagione, l'attrice Kaley Cuoco è rimasta vittima di un incidente mentre andava a cavallo, rompendosi una gamba. Conseguentemente è stata costretta a saltare le riprese di due episodi: il quinto e il sesto. Nella storia della serie è stata la prima volta che uno dei membri del cast principale non è apparso in un episodio.
Dalla quarta puntata di questa stagione, Melissa Rauch, quando è presente in un episodio, viene accreditata come parte del cast principale e non nei titoli di coda. Stessa cosa succede con Mayim Bialik dal decimo episodio di questa stagione.
In Italia, la stagione è trasmessa in prima visione sul canale digitale Steel di Mediaset Premium dal 6 marzo al 14 agosto 2011. In chiaro è stata trasmessa da Italia 1 dal 12 dicembre 2011 al 13 gennaio 2012.
| nº | Titolo originale                        | Titolo italiano                              | Prima TV USA      | Prima TV Italia |
| -- | --------------------------------------- | -------------------------------------------- | ----------------- | --------------- |
| 1  | The Robotic Manipulation                | La manipolazione robotica                    | 23 settembre 2010 | 6 marzo 2011    |
| 2  | The Cruciferous Vegetable Amplification | L'esaltazione dei vegetali cruciferi         | 30 settembre 2010 | 13 marzo 2011   |
| 3  | The Zazzy Substitution                  | L'alternativa del surrogato felino           | 7 ottobre 2010    | 20 marzo 2011   |
| 4  | The Hot Troll Deviation                 | La deviazione del troll virtuale             | 14 ottobre 2010   | 27 marzo 2011   |
| 5  | The Desperation Emanation               | L'emanazione empirica dell'angoscia          | 21 ottobre 2010   | 3 aprile 2011   |
| 6  | The Irish Pub Formulation               | La formulazione del pub irlandese            | 28 ottobre 2010   | 10 aprile 2011  |
| 7  | The Apology Insufficiency               | L'insufficienza delle scuse                  | 4 novembre 2010   | 17 aprile 2011  |
| 8  | The 21-Second Excitation                | L'eccitazione dei 21 secondi                 | 11 novembre 2010  | 24 aprile 2011  |
| 9  | The Boyfriend Complexity                | La complessità del fidanzato                 | 18 novembre 2010  | 1º maggio 2011  |
| 10 | The Alien Parasite Hypothesis           | L'ipotesi del parassita alieno               | 9 dicembre 2010   | 8 maggio 2011   |
| 11 | The Justice League Recombination        | La ricombinazione della lega della giustizia | 16 dicembre 2010  | 15 maggio 2011  |
| 12 | The Bus Pants Utilization               | L'utilizzo dei pantaloni da autobus          | 6 gennaio 2011    | 22 maggio 2011  |
| 13 | The Love Car Displacement               | Il dislocamento nell'auto dell'amore         | 20 gennaio 2011   | 29 maggio 2011  |
| 14 | The Thespian Catalyst                   | Il catalizzatore guittesco                   | 3 febbraio 2011   | 5 giugno 2011   |
| 15 | The Benefactor Factor                   | Il fattore benefattore                       | 10 febbraio 2011  | 12 giugno 2011  |
| 16 | The Cohabitation Formulation            | La formula della coabitazione                | 17 febbraio 2011  | 19 giugno 2011  |
| 17 | The Toast Derivation                    | La derivazione del brindisi                  | 24 febbraio 2011  | 26 giugno 2011  |
| 18 | The Prestidigitation Approximation      | L'approssimazione della prestidigitazione    | 10 marzo 2011     | 3 luglio 2011   |
| 19 | The Zarnecki Incursion                  | L'incursione Zarnecki                        | 31 marzo 2011     | 10 luglio 2011  |
| 20 | The Herb Garden Germination             | La germinazione delle erbe aromatiche        | 7 aprile 2011     | 17 luglio 2011  |
| 21 | The Agreement Dissection                | La dissezione dell'accordo                   | 28 aprile 2011    | 24 luglio 2011  |
| 22 | The Wildebeest Implementation           | L'implementazione dello gnu                  | 5 maggio 2011     | 31 luglio 2011  |
| 23 | The Engagement Reaction                 | La reazione al fidanzamento                  | 12 maggio 2011    | 7 agosto 2011   |
| 24 | The Roommate Transmogrification         | La trasmutazione del coinquilino             | 19 maggio 2011    | 14 agosto 2011  |

## La manipolazione robotica
- Titolo originale: The Robotic Manipulation
- Diretto da: Mark Cendrowski
- Scritto da: Chuck Lorre, Lee Aronsohn e Dave Goetsch (soggetto); Steven Molaro, Eric Kaplan e Steve Holland (sceneggiatura)

### Trama
Howard ha costruito un braccio robotico che servirà per la Stazione Spaziale Internazionale e ne mostra le potenzialità agli amici facendogli servire la cena. Durante il pasto Penny viene a conoscenza della relazione tra Sheldon e Amy e delle particolari circostanze del loro incontro. Dopo aver saputo che Sheldon e Amy hanno discusso della possibilità di avere insieme un figlio "perfetto" grazie all'inseminazione artificiale, Penny convince Sheldon a chiedere un appuntamento ad Amy e conoscerla almeno dal vivo prima di affidarsi alla tecnologia. Nel frattempo Howard, a casa sua, utilizza il braccio robotico per farsi massaggiare la spalla. Il massaggio è talmente soddisfacente che gli viene un'idea: usare il braccio robotico per masturbarsi. Ma il congegno si blocca ed il suo pene rimane intrappolato nella morsa della mano robotica. Chiama quindi Leonard e Raj, che accorrono in suo aiuto portandolo in ospedale, non mancando di ironizzare sull'accaduto. All'appuntamento tra Amy e Sheldon, quest'ultimo si fa accompagnare da Penny, che è costretta quindi a passare con loro la serata, faticando a sviluppare con loro un argomento di conversazione. Nel finale, Penny convince Sheldon a non utilizzare la procreazione in vitro minacciando di rivelare tutto alla sua religiosissima madre, mentre Howard rimane nuovamente vittima del braccio robotico.
- Guest star: Vernee Watson (Althea), Carol Ann Susi (voce della signora Wolowitz)
- Ascolti USA: telespettatori 14 040 000[5]

## L'esaltazione dei vegetali cruciferi
- Titolo originale: The Cruciferous Vegetable Amplification
- Diretto da: Mark Cendrowski
- Scritto da: Bill Prady, Lee Aronsohn e Steve Holland (soggetto); Chuck Lorre, Steven Molaro e Jim Reynolds (sceneggiatura)

### Trama
Sheldon riesce a calcolare l'anno in cui le anime umane si fonderanno con i robot per vivere in eterno, ma scopre con disappunto che la sua aspettativa di vita è di poco inferiore. Per allungarla è determinato a fare una vita più sana: per prima cosa decide di cambiare il suo menu fisso del giovedì, sostituendo la pizza con i cavoletti di Bruxelles, ma finisce con l'avere curiosi problemi intestinali. Successivamente tenta di fare jogging con Penny, ma fin dall'inizio incontra notevoli difficoltà e finisce per cadere dalle scale del condominio prima ancora di iniziare. Dopo aver constatato quindi che gli è impossibile fare una vita più sana, decide di rimanere per sempre a letto e di interagire con il mondo esterno tramite una specie di robot telecomandato. Come previsto dal regolamento interno dei coinquilini, Leonard è costretto a portare in giro il robot, ma quando tutti vanno alla Fabbrica del Cheesecake per pranzare, attraverso la telecamera del robot Sheldon nota la presenza di Steve Wozniak, uno dei creatori della Apple. Così decide di abbandonare il suo rifugio per raggiungerlo e farsi fare un autografo, ma rimane nuovamente vittima di un incidente.
- Guest star: Steve Wozniak (sé stesso)
- Ascolti USA: telespettatori 13 055 000 – share 13%[6]

## L'alternativa del surrogato felino
- Titolo originale: The Zazzy Substitution
- Diretto da: Mark Cendrowski
- Scritto da: Chuck Lorre, Bill Prady e Jim Reynolds (soggetto); Lee Aronsohn, Steven Molaro e Maria Ferrari (sceneggiatura)

### Trama
Il gruppo di amici è esasperato dagli interventi puntigliosi e spesso fuori luogo degli "Shamy", ma è proprio il carattere troppo simile e competitivo dei due scienziati a portarli, durante una discussione sul valore della fisica rispetto a quello della neurobiologia, alla rottura del loro rapporto. Nonostante Sheldon inizialmente non sembri accusare il colpo, la mancanza di Amy lo spinge a sostituire la ragazza con un gatto, dott. Robert Oppenheimer. Nel giro di poco tempo i gatti diventano una dozzina (ognuno chiamato con il nome di un famoso fisico), quindi Leonard, preoccupato per l'amico e per la presenza della colonia di gatti in casa, chiede aiuto alla madre di Sheldon, Mary, invitandola a risolvere la situazione. Mary farà rincontrare gli "Shamy", e con l'uso della psicologia inversa farà in modo che i due appianino le loro divergenze e ristabiliscano il rapporto. Alla fine Sheldon si libera della colonia di gatti aiutato da Amy, anche pagando i bambini del quartiere per adottarli.
- Guest star: Laurie Metcalf (Mary Cooper)
- Ascolti USA: telespettatori 12 590 000[7]

## La deviazione del troll virtuale
- Titolo originale: The Hot Troll Deviation
- Diretto da: Mark Cendrowski
- Scritto da: Chuck Lorre, Steven Molaro e Adam Faberman (soggetto); Bill Prady, Lee Aronsohn e Maria Ferrari (sceneggiatura)

### Trama
Howard vuole a tutti i costi rifidanzarsi con Bernadette, biologa e cameriera come Penny alla Fabbrica del Cheesecake. Wolowitz confessa imbarazzato alla bionda amica che lui e la ragazza si sono lasciati, tra l'altro senza aver mai consumato sessualmente il rapporto, a causa di un suo presunto "cyber-tradimento" nel gioco di ruolo online World of Warcraft con un utente il cui alias risponde al nome di "Glissindra La Troll". Nel frattempo, Sheldon collabora ad un progetto con Rajesh e non mancano scintille: i due si ritrovano a farsi la guerra nell'ufficio del dottor Cooper dopo che Koothrappali si è vendicato dell'iniziale diniego del fisico teorico ad avere una scrivania propria su cui poter lavorare, piazzandone una enorme e pomposa (definita da Sheldon brobdingnagiana) nella stanza ed ostruendo il passaggio al legittimo proprietario. La tesa situazione amorosa spinge Wolowitz a chiedere a Penny di fare da intermediaria, affinché metta una parola buona per la riconciliazione tra l'ingegnere e Bernadette: quest'ultima si decide ad accettare un caffè con Howard, e permettergli di spiegarsi. La coppia si chiarisce; stabilito che le azioni di Howard non sono reputabili come tradimento autentico e nonostante l'intraprendenza dello scienziato a voler riprendere la relazione dal punto clou, Bernadette nel loro ultimo appuntamento lo convince a reimpostare la relazione da zero, per conoscersi meglio.
Intanto, in seguito ad uno "scivolone" di Raj, il contrasto tra Sheldon e l'astronomo resta momentaneamente in sospeso.
- Guest star: Katee Sackhoff (sé stessa), George Takei (sé stesso), Carol Ann Susi (voce della signora Wolowitz)
- Ascolti USA: telespettatori 12 565 000 – share 13%[8]

## L'emanazione empirica dell'angoscia
- Titolo originale: The Desperation Emanation
- Diretto da: Mark Cendrowski
- Scritto da: Bill Prady, Lee Aronsohn e Dave Goetsch (soggetto); Chuck Lorre, Steven Molaro e Steve Holland (sceneggiatura)

### Trama
Amy Farrah Fowler vorrebbe presentare Sheldon a sua madre, ma la cosa sembra preoccupare molto il giovane scienziato, visto che lui insiste ancora nel dire che Amy è una sua amica ma non la sua ragazza. Quando Leonard gli rivela che vista la situazione questa è una cosa che adesso non può più dire, Sheldon impazzisce e cerca subito di interrompere il rapporto con Amy. La ragazza però gli spiega che è solo per fare un piacere a sua madre e che non vuole assolutamente diventare seriamente la sua ragazza, e Sheldon ritrova la felicità. Dal suo canto Leonard è frustrato dal fatto che Howard ha Bernadette, Sheldon ha Amy, Stuart ha una donna conosciuta al Comic-Con e addirittura Raj una ragazza sorda (in modo da eliminare il problema del mutismo selettivo); decide quindi di invocare un vecchio patto con Wolowitz. Così Howard convince Bernadette a fissare un appuntamento per Leonard con una sua amica, una donna di nome Joy esperta di fitness e arti marziali. Questo appuntamento finisce con l'essere il peggiore della sua vita, ma, nonostante ciò, Leonard accetta un secondo appuntamento con Joy solo per rincorrere la possibilità di avere un rapporto sessuale con lei.
- Guest star: Annie O'Donnell (signora Fowler), Charlotte Newhouse (Joy), Carol Ann Susi (voce della signora Wolowitz)
- Ascolti USA: telespettatori 13 052 000 – share 13%[9]

## La formulazione del pub irlandese
- Titolo originale: The Irish Pub Formulation
- Diretto da: Mark Cendrowski
- Scritto da: Chuck Lorre, Lee Aronsohn e Steven Molaro (soggetto); Bill Prady, Eric Kaplan e Maria Ferrari (sceneggiatura)

### Trama
Priya, la sorella di Raj, è in visita a Pasadena e la cosa crea subito scompiglio fra gli amici. Tra l'affascinante ragazza e Leonard c'è intesa, nonostante lui e Howard abbiano giurato che non avrebbero mai interagito con lei per rispetto verso Raj. Priya passa la notte con Leonard, ma vengono scoperti da Sheldon, che crea una elaborata e dettagliata bugia per coprirli. Nonostante ciò, Leonard non riesce a nascondere la verità al suo amico e confessa tutto. In preda agli eventi i ragazzi confessano tutti i dispetti che si sono fatti a vicenda, perdonandosi l'un l'altro, mentre Priya riparte lasciando Leonard nello sconforto.
- Guest star: Aarti Mann (Priya Koothrappali)
- Ascolti USA: telespettatori 13 036 000 – share 13%[10]

## L'insufficienza delle scuse
- Titolo originale: The Apology Insufficiency
- Diretto da: Mark Cendrowski
- Scritto da: Chuck Lorre, Lee Aronsohn e Maria Ferrari (soggetto); Bill Prady, Steven Molaro e Steve Holland (sceneggiatura)

### Trama
Howard informa i suoi amici che gli verrà affidato un lavoro estremamente importante e che loro dovranno quindi sostenere un colloquio con un agente dell'FBI per fornire delle credenziali a suo riguardo.
Sfortunatamente per Raj l'agente dell'FBI è una donna, per giunta molto attraente. Per poter rispondere alle domande è costretto ad ubriacarsi e, invece che parlare di Howard, comincia a sproloquiare sulla sua situazione, dicendo di non essere un clandestino e di amare gli Stati Uniti. Leonard, invece, dopo un paio di domande sull'amico ingegnere comincia a provarci con l'agente, ovviamente con scarsi risultati. Infine è la volta di Sheldon, che fra una domanda e l'altra si lascia scappare che Howard è il responsabile dell'incidente del Mars Rover. Howard non ottiene quindi il prestigioso incarico e se la prende con i suoi amici, i quali, tranne Sheldon, confessano di non aver fatto nulla per aiutarlo. Dilaniato dai sensi di colpa, Sheldon cerca di sistemare le cose con l'FBI, ma le peggiora soltanto e Howard non accetta le sue scuse. Dopo un lungo pensare trova un modo per farsi perdonare dall'amico: in segno di affetto regala a Howard il suo posto sul divano. L'amico commosso dal gesto accetta le sue scuse, ma Sheldon, ottenuto il suo scopo, ristabilisce immediatamente il suo ordine delle cose pretendendo il suo posto indietro.
- Guest star: Neil deGrasse Tyson (sé stesso), Eliza Dushku (agente Angela Page)
- Ascolti USA: telespettatori 14 001 000 – share 14%[11]

## L'eccitazione dei 21 secondi
- Titolo originale: The 21-Second Excitation
- Diretto da: Mark Cendrowski
- Scritto da: Chuck Lorre, Bill Prady e Jim Reynolds (soggetto); Lee Aronsohn, Steven Molaro e Steve Holland (sceneggiatura)

### Trama
Penny e i ragazzi stanno guardando il film I predatori dell'arca perduta e nel discorso salta fuori che è in uscita al cinema una nuova versione della pellicola con "ben" 21 secondi extra, così gli amici sono eccitatissimi all'idea di vederlo. La sera della prima, Sheldon vorrebbe uscire di casa con larghissimo anticipo per fare la fila fuori dal cinema e accaparrarsi i posti migliori, ma la cena alla Fabbrica del Cheesecake fa saltare il piano. Howard invita la sua ragazza Bernadette, ma quest'ultima rifiuta perché ha organizzato una serata da donne con Penny e saputa la notizia anche Amy, che inizialmente doveva seguire Sheldon al cinema, decide di aggregarsi. I ragazzi, una volta arrivati davanti al cinema, si accorgono che c'è una fila interminabile e che quindi Sheldon aveva ragione. Durante l'attesa in coda arriva Wil Wheaton che viene fatto passare in quanto personaggio "famoso" a scapito dei ragazzi che restano fuori perché la sala è al completo. Tornando indietro si accorgono di una porta di servizio aperta e si introducono illegalmente nel cinema. Qui Sheldon ruberà la pellicola del film e se la darà a gambe inseguito da un'orda di persone capeggiate da Wheaton. Nel frattempo, le ragazze sono a casa di Penny e organizzano un pigiama party per Amy, la quale non ha mai partecipato ad un simile evento.
- Guest star: Eric Andre (Joey), Wil Wheaton (sé stesso)
- Ascolti USA: telespettatori 13 113 000 – share 13%[12]

## La complessità del fidanzato
- Titolo originale: The Boyfriend Complexity
- Diretto da: Mark Cendrowski
- Scritto da: Chuck Lorre, Lee Aronsohn e Jim Reynolds (soggetto); Bill Prady, Steven Molaro e David Goetsch (sceneggiatura)

### Trama
Leonard rimane piacevolmente sorpreso quando bussa alla porta di Penny e viene accolto con un bacio. Più tardi lei lo informa che suo padre Wyatt è in visita, e che lei gli ha detto che sono tornati insieme perché lui è l'unico ragazzo che suo padre abbia mai accettato. Leonard inizialmente è diffidente all'idea, ma si presta al gioco volentieri, fino a quando Penny decide di confessare la verità al padre, proprio mentre lui e Leonard stanno pescando con la Wii. Wyatt rimprovera Penny per la bugia ma, non appena i due uomini restano soli, implora Leonard di fare il possibile per tornare con lei, in quanto Leonard è senza dubbio il miglior partito che la ragazza abbia mai presentato al padre. Nel frattempo, Howard e Raj passano la notte controllando un telescopio. Raj si arrabbia con Howard quando scopre che ha invitato la sua ragazza Bernadette, fino a che non stappano una bottiglia di vino. Quando Raj, in balia dell'alcool, dice che nessuna ragazza vorrà mai baciarlo, Bernadette lo consola dicendo il contrario, quindi lui prova a baciarla. Howard, nel tentativo di impedirlo, si mette al posto della sua ragazza e riceve così un bacio da Raj.
- Guest star: Keith Carradine (Wyatt)
- Ascolti USA: telespettatori 13 022 000 – share 13%[13]

## L'ipotesi del parassita alieno
- Titolo originale: The Alien Parasite Hypothesis
- Diretto da: Mark Cendrowski
- Scritto da: Chuck Lorre, Steven Molaro e Steve Holland (soggetto); Lee Aronsohn, Jim Reynolds e Maria Ferrari (sceneggiatura)

### Trama
Amy, Penny e Bernadette stanno cenando in un ristorante quando arriva Zack, lo stupido ex di Penny.
Mentre scambia quattro chiacchiere con quest'ultima che gli presenta le sue amiche, Amy si accorge di avere la bocca asciutta, le mani sudate e vari altri sintomi dell'eccitazione sessuale, anche se all'inizio non capisce cosa le provochi quelle strane reazioni corporee. Parlandone con Sheldon, comprendono la causa dei sintomi della ragazza e il ragazzo, dopo aver parlato con Penny, incita Amy a farsi avanti con Zack. Lei ci prova, ma la stupidità del ragazzo la dissuade dall'andare fino in fondo. Nel frattempo Raj e Howard discutono su chi debba essere la spalla se ipoteticamente si dovessero entrambi trasformare in supereroi. Nel tentativo di determinarlo, elaborano diversi tipi di sfida, quali l'affrontare un grosso ragno - prova difficile per Raj, che soffre di aracnofobia - o un incontro di lotta, a cui Leonard assiste desolato. Raj e Howard, invece che lottare, non sanno far altro che trascorrere trenta minuti ad insultarsi e girare in tondo.
- Guest star: Brian Thomas Smith (Zack)
- Ascolti USA: telespettatori 12 033 000 – share 12%[14]

## La ricombinazione della lega della giustizia
- Titolo originale: The Justice League Recombination
- Diretto da: Mark Cendrowski
- Scritto da: Chuck Lorre, Lee Aronsohn e Maria Ferrari (soggetto); Bill Prady, Steven Molaro e Steve Holland (sceneggiatura)

### Trama
Penny consegna a Leonard una rivista scientifica finita per sbaglio nella sua cassetta della posta e con lei c'è Zack che viene insultato e deriso dai quattro amici. Penny si indigna con loro e Leonard, pentito, propone di scusarsi in gruppo. Sheldon dona un dolcetto a Zack e quest'ultimo si unisce al gruppo al negozio di fumetti. Qui Stuart invita tutti alla festa in maschera di Capodanno e Sheldon propone che il suo gruppo si vesta, come sempre, da Lega della giustizia, suggerendo che sia Zack a vestirsi da Superman piuttosto che Leonard. Anche se Penny ha qualche remora nel travestirsi da Wonder Woman, vanno tutti insieme alla festa e vincono il premio per il miglior gruppo mascherato. Zack bacia Penny, ma lei guarda Leonard, che sembra molto dispiaciuto. In conclusione, Sheldon/Flash immagina di correre al Gran Canyon per urlare la sua frustrazione quando Leonard propone di abbassare la temperatura nell'appartamento.
- Guest star: Brian Thomas Smith (Zack)
- Ascolti USA: telespettatori 13 237 000 – share 13%[15]

## L'utilizzo dei pantaloni da autobus
- Titolo originale: The Bus Pants Utilization
- Diretto da: Mark Cendrowski
- Scritto da: Chuck Lorre, Lee Aronsohn e Maria Ferrari (soggetto); Bill Prady, Steven Molaro ed Eric Kaplan (sceneggiatura)

### Trama
Leonard comunica agli amici di aver avuto un'idea: creare un'app per smartphone che risolva equazioni differenziali fotografandole. Tutti accettano di partecipare, ma Sheldon, come sempre, tenta di mettersi a capo del progetto in maniera così fastidiosa che Leonard è costretto a licenziarlo. Per rappresaglia, il fisico tenta in tutti i modi di disturbare e sabotare il lavoro degli amici finché viene cacciato di casa, suscitando la pietà di Penny che lo incontra sulle scale e lo invita nel suo appartamento per bere una cioccolata. Dopo poco, però, Penny si pente di averlo invitato e convince il ragazzo a scusarsi con Leonard, ma in modo sarcastico, per salvare la faccia. Sheldon viene creduto e i ragazzi gli mostrano il prototipo dell'app, ma non resiste e ci mette di nuovo del suo, facendosi nuovamente cacciare e vedendosi costretto a collaborare ad un'idea di Penny su un'app per amanti di scarpe.
- Ascolti USA: telespettatori 13 980 000 – share 13%[16]

## Il dislocamento nell'auto dell'amore
- Titolo originale: The Love Car Displacement
- Diretto da: Anthony Rich
- Scritto da: Chuck Lorre, Bill Prady e Dave Goetsch (soggetto); Lee Aronsohn, Steven Molaro e Steve Holland (sceneggiatura)

### Trama
Sheldon, Leonard, Howard, Raj, Amy e Bernadette sono stati invitati come relatori ad un importante convegno scientifico e Amy chiede a Penny se vuole accompagnarla in qualità di sua migliore amica. Penny non ci pensa nemmeno, ma quando scopre che l'evento si terrà in un centro benessere cambia idea e accetta. Dopo un viaggio in macchina piuttosto turbolento, al check-in in albergo Bernadette incontra Glenn, un suo prestante ex ragazzo, e Howard è vittima di un devastante complesso di inferiorità. Mentre i due fidanzati litigano, Penny scopre che Amy ha delle abitudini notturne piuttosto bizzarre e fastidiose, cosicché tutto il gruppo inizia a scambiarsi vicendevolmente i posti nelle stanze trascorrendo una notte a dir poco movimentata. La mattina dopo, al convegno, tutti litigano con tutti per gli avvenimenti della sera precedente, finché Penny non decide di andar via con Glenn. Ritornando a casa Leonard schiaccia troppo l'acceleratore per la rabbia e viene fermato dalla polizia per eccesso di velocità.
- Guest star: Rick Fox (Glenn)
- Ascolti USA: telespettatori 13 629 000 – share 13%[17]

## Il catalizzatore guittesco
- Titolo originale: The Thespian Catalyst
- Diretto da: Mark Cendrowski
- Scritto da: Chuck Lorre, Lee Aronsohn e Jim Reynolds (soggetto); Bill Prady, Steven Molaro e Maria Ferrari (sceneggiatura)

### Trama
Sheldon tiene una lezione all'università come docente ospite, ma gli studenti si fanno beffe di lui sui social network. Quando lo scienziato scopre tutto è molto deluso perché non concepisce di non riuscire ad eccellere nell'attività dell'insegnamento. L'amica Amy gli suggerisce di chiedere a Penny lezioni di recitazione così da poter suscitare empatia negli studenti e Penny accetta entusiasta. Dopo qualche improvvisazione mal riuscita i due recitano un copione scritto da Sheldon a dieci anni, che parla di Spock che dal futuro viene per portare Sheldon con sé per la sua intelligenza. Sheldon si fa troppo coinvolgere dalla storia e conclude in lacrime, con Penny imbarazzata che non sa fare di meglio che farlo parlare con sua madre al telefono. Nel frattempo Raj equivoca un innocente complimento ricevuto da Bernadette e inizia a fare comiche fantasie erotiche su di lei.
- Ascolti USA: telespettatori 13 833 000 – share 13%[18]

## Il fattore benefattore
- Titolo originale: The Benefactor Factor
- Diretto da: Mark Cendrowski
- Scritto da: Bill Prady, Lee Aronsohn e Dave Goetsch (soggetto); Chuck Lorre, Eric Kaplan e Steve Holland (sceneggiatura)

### Trama
Il rettore invita Leonard, Raj, Howard e Sheldon ad una festa per la raccolta dei fondi dell'università. Sheldon inizialmente non vuole andarci, ma convinto da Amy arriva in tempo per guastare tutta l'opera di convincimento sui finanziatori che gli altri tre stanno goffamente tentando di mettere in atto. Una facoltosa anziana sostenitrice si invaghisce di Leonard, lo invita a cena e ci prova con lui. Leonard è imbarazzato e deciso a non accettare ulteriori inviti, ma Sheldon lo prega affinché si "prostituisca in nome della scienza", per ottenere i fondi. Leonard è contrario, ma la donna lo lusinga al punto che accetta le avances a prescindere dal finanziamento. Il giorno dopo all'università tutti lo acclamano per il sacrificio compiuto, con lo stesso rettore che, sottovoce, ammette al giovane di aver avuto un'esperienza molto simile alla sua.
- Guest star: Jessica Walter (signora Latham), Joshua Malina (Rettore Siebert)
- Ascolti USA: telespettatori 12 785 000 – share 12%[19]

## La formula della coabitazione
- Titolo originale: The Cohabitation Formulation
- Diretto da: Mark Cendrowski
- Scritto da: Chuck Lorre, Lee Aronsohn e Dave Goetsch (soggetto); Bill Prady, Steven Molaro e Jim Reynolds (sceneggiatura)

### Trama
Bernadette pone a Howard uno spinoso aut aut: scegliere tra lei e la madre, dal momento che il morboso rapporto tra la donna e l'ingegnere inizia ad essere di troppo nel rapporto a due. Nel frattempo Leonard viene a sapere fortuitamente che Priya è tornata a Pasadena e si precipita da lei per chiederle un chiarimento: la ragazza accetta di parlare con lui mentre Raj brontola e vorrebbe proibirlo, riuscendo solo a venire ignorato da entrambi. Howard riesce a svincolarsi dall'ingombrante madre e si trasferisce da Bernadette: quest'ultima capisce subito di aver fatto un errore perché Wolowitz è ancora un bambinone e non è per nulla autosufficiente, così lo rimanda a casa a farsi accudire. Nonostante Raj continui a dirsi contrario, Leonard e Priya si chiariscono e decidono di iniziare a frequentarsi: la cosa crea momenti di imbarazzo con Penny che sembra non prenderla troppo bene.
- Guest star: Aarti Mann (Priya Koothrappali), Carol Ann Susi (voce della signora Wolowitz)
- Ascolti USA: telespettatori 12 410 000 – share 12%[20]

## La derivazione del brindisi
- Titolo originale: The Toast Derivation
- Diretto da: Mark Cendrowski
- Scritto da: Bill Prady, Dave Goetsch e Maria Ferrari (soggetto); Chuck Lorre, Steven Molaro e Jim Reynolds (sceneggiatura)

### Trama
In virtù della storia tra Leonard e Priya l'appartamento di Raj diventa il nuovo fulcro delle attività del gruppo, cosa che ovviamente suscita la viva disapprovazione di Sheldon. Credendo che ai suoi amici non importi più di passare del tempo con lui, organizza una surreale serata in compagnia di Zack, Stuart e Barry Kripke, ma va tutto storto: gli ospiti si comportano in maniera inaccettabile e Sheldon fugge verso l'appartamento di Raj, dove nel frattempo tutti gli altri convengono che senza la presenza del loro strano amico le serate siano molto meno divertenti.
- Guest star: Brian Thomas Smith (Zack), Aarti Mann (Priya Koothrappali), LeVar Burton (sé stesso), John Ross Bowie (Barry Kripke)
- Ascolti USA: telespettatori 12 349 000 – share 12%[21]

## L'approssimazione della prestidigitazione
- Titolo originale: The Prestidigitation Approximation
- Diretto da: Mark Cendrowski
- Scritto da: Bill Prady, Steve Holland e Eddie Gorodetski (soggetto); Chuck Lorre, Steven Molaro ed Eric Kaplan (sceneggiatura)

### Trama
Per compiacere Priya, Leonard inizia a portare le lenti a contatto, con risultati disastrosi. Howard fa dei giochi di magia con le carte che riscuotono un certo successo tra gli amici mentre Sheldon, stizzito, non riesce a capacitarsi di essere, apparentemente, l'unico a non capire dove sia il trucco. Priya inizia a vedere con insofferenza il fatto che Penny continui a frequentare Leonard nonostante la loro storia sia ormai finita da tempo. Leonard promette di parlare con la sua ex per risolvere la questione, ma quando ha occasione di farlo va nel pallone e non riesce a farsi comprendere. Confidando nella buona sorte assicura a Priya di aver risolto, ma la bugia viene scoperta quando un'allegra Penny irrompe nel ristorante indiano dove la coppia sta cenando per salutarli proprio mentre Priya sta accennando alla possibilità di trasferirsi a Los Angeles in pianta stabile. Per Sheldon scoprire il trucco di Howard diventa una questione di principio, senza sapere che è tutto uno scherzo e che gli amici si sono accordati per farlo impazzire.
- Guest star: Aarti Mann (Priya Koothrappali)
- Ascolti USA: telespettatori 12 916 000 – share 12%[22]

## L'incursione Zarnecki
- Titolo originale: The Zarnecki Incursion
- Diretto da: Peter Chakos
- Scritto da: Chuck Lorre, Steven Molaro e Maria Ferrari (soggetto); Bill Prady, Jim Reynolds e Dave Goetsch (sceneggiatura)

### Trama
Sheldon è disperato: un abile hacker si è introdotto nel suo account di World of Warcraft rubando tutti gli oggetti conquistati in 3000 ore di gioco. Superato il primo momento di smarrimento, tutto il gruppo di amici si mobilita per trovare il malfattore finché Howard scova un certo Todd Zarnecki, che vive poco distante da Pasadena. Sheldon è determinato: vuole andare a far valere le sue ragioni, per vendicare finalmente anni e anni di bullismo che lui e i suoi amici nerd hanno sempre dovuto sopportare in silenzio. Dopo un iniziale tentennamento anche Raj e Howard si uniscono al progetto, ma Leonard è frenato dal fatto che sa già che Priya non lo approverà. Decide quindi di mentirle, fingendo di dover lavorare fino a tardi, e si mette in macchina con gli amici. Arrivati da Zarnecki, Sheldon parte con l'intenzione di ucciderlo con una lama da collezione, ma il gruppo fa un'amara scoperta: l'hacker è un nerd piuttosto corpulento e prepotente che non ha nessuna intenzione di restituire il maltolto. Sarà Penny, coinvolta perché la macchina del quartetto è in panne, a risolvere la situazione malmenando il bullo. Intanto, tra quest'ultima e Priya è sempre più scontro aperto.
- Guest star: Aarti Mann (Priya Koothrappali), Christopher Douglas Reed (Todd Zarnecki), Lanny Joon (agente Shin), Carol Ann Susi (voce della signora Wolowitz)
- Ascolti USA: telespettatori 11 915 000 – share 12%[23]

## La germinazione delle erbe aromatiche
- Titolo originale: The Herb Garden Germination
- Diretto da: Mark Cendrowski
- Scritto da: Chuck Lorre, Eric Kaplan e Eddie Gorodetsky (soggetto); Bill Prady, Steven Molaro e Steve Holland (sceneggiatura)

### Trama
Leonard viene a sapere da Priya che Raj ha una cotta per Bernadette, che contemporaneamente si pensa, in seguito ad una voce messa in giro da Penny, voglia lasciare Howard.
Sheldon ed Amy vengono a sapere di tali avvenimenti e si interessano al gossip, decidendo di usare gli altri del gruppo come "cavie" per capire come un pettegolezzo dilaghi e in quanto tempo. Così fanno credere di aver avuto un rapporto sessuale e che Amy sia incinta. Alla fine, quando il gruppo si riunisce a cena, Wolowitz chiede a Bernadette di sposarlo e lei, tra lo stupore generale, accetta.
- Guest star: Aarti Mann (Priya Koothrappali), Brian George (Sig. Koothrappali), Alice Amter (Sig.ra Koothrappali), Brian Greene (sé stesso)
- Ascolti USA: telespettatori 11 399 000 – share 12%[24]

## La dissezione dell'accordo
- Titolo originale: The Agreement Dissection
- Diretto da: Mark Cendrowski
- Scritto da: Bill Prady, Dave Goetsch e Eddie Gorodetsky (soggetto); Chuck Lorre, Steven Molaro ed Eric Kaplan (sceneggiatura)

### Trama
Sheldon sorprende nella doccia Leonard e Priya, allora accusa Leonard secondo l'accordo di coinquilini, ma Priya, essendo avvocato, lo scagiona dalle accuse leggendolo meglio. Nei giorni seguenti i tre amici con l'aiuto di Priya cominciano a cambiare le cose contestando a Sheldon le violazioni all'accordo, raggiungendo l'apice con una cena greca (cucina che Sheldon odia) e costringendo Sheldon ad uscire a cena con Penny, Amy e Bernadette. A fine serata una Amy ubriaca finisce per baciare Sheldon, subito dopo avergli consigliato di giocare sporco per recuperare il dominio del suo territorio. Sheldon decide così di redigere una nuova versione del contratto e il giorno dopo costringe Leonard a firmarlo con la minaccia di informare i genitori di Priya del loro fidanzamento. Alla fine Leonard firma il nuovo contratto e Sheldon informa Amy di ciò che è successo la sera prima.
- Guest star: Aarti Mann (Priya Koothrappali), Arnold Chun (Ho-Jun)
- Ascolti USA: telespettatori 10 713 000 – share 11%[25]

## L'implementazione dello gnu
- Titolo originale: The Wildebeest Implementation
- Diretto da: Mark Cendrowski
- Scritto da: Chuck Lorre, Steven Molaro ed Eric Kaplan (soggetto); Bill Prady, Eddie Gorodetsky e Maria Ferrari (sceneggiatura)

### Trama
Bernadette viene invitata insieme ad Howard ad una cena da Priya e Leonard, così Amy decide di farle spiare la coppia. Nel frattempo Sheldon riesce a completare le regole degli scacchi a tre, ma non avendo altre due persone con cui giocare lo fa da solo. Durante la cena Bernadette scopre che Leonard e Priya andranno in India a conoscere i genitori di lei e intanto comunica con Amy e Penny via sms, ma durante la serata (nella quale i quattro hanno giocato a Jenga) non regge la pressione e fugge via dall'appartamento. Raj intanto decide di testare delle pillole per riuscire a curare il suo disturbo da ansia sociale: inizialmente sembra funzionare, ma mentre sta conversando nel bar con una ragazza inizia a spogliarsi fino a rimanere completamente nudo. Alla fine Leonard, Sheldon e Howard giocano al complicatissimo gioco di scacchi a tre inventato da Sheldon, mentre Raj continua a girare nudo per casa.
- Guest star: Aarti Mann (Priya Koothrappali), Tiffany Dupont (Angela), Whitney Avalon (Elsie)
- Ascolti USA: telespettatori 10 500 000 – share 11%[26]

## La reazione al fidanzamento
- Titolo originale: The Engagement Reaction
- Diretto da: Howard Murray
- Scritto da: Bill Prady, Eric Kaplan e Jim Reynolds (soggetto); Chuck Lorre, Steven Molaro e Steve Holland (sceneggiatura)

### Trama
Bernadette conosce la madre di Howard ed inaspettatamente sembrano andare d'accordo. Rassicurato da tale immediata sintonia, Howard trova il coraggio di annunciare alla madre l'imminente matrimonio con la fidanzata, ma subito dopo lei accusa un malore e viene portata in ospedale. Howard crede che la madre abbia reagito così per la notizia, ma si scopre che era solo un malore dovuto a qualcosa che la donna aveva mangiato la sera prima cenando con Bernadette. Penny e Priya, intanto, si scambiano confidenze sui rapporti sessuali che entrambe hanno avuto con Leonard. Sheldon, convinto dagli altri a recarsi in ospedale a trovare la madre di Howard nonostante la sua paura dei germi, viene casualmente esposto ad agenti patogeni e messo in isolamento per due settimane.
- Guest star: Aarti Mann (Priya Koothrappali), Phil Abrams (Dr. Bernstein), Sharon Omi (infermiera), Carol Ann Susi (voce della signora Wolowitz)
- Ascolti USA: telespettatori 10 780 000 – share 11%[27]

## La trasmutazione del coinquilino
- Titolo originale: The Roommate Transmogrification
- Diretto da: Mark Cendrowski
- Scritto da: Chuck Lorre, Steven Molaro e Eddie Gorodetsky (soggetto); Bill Prady, Eric Kaplan e Jim Reynolds (sceneggiatura)

### Trama
Durante una cena al Cheesecake Factory, Bernadette annuncia al gruppo che conseguirà il dottorato e che avrà un impiego in una sperimentazione clinica di una casa farmaceutica. Nel frattempo, a causa della presenza costante di Leonard per via di Priya a casa sua, Raj si sposta momentaneamente nell'appartamento di Sheldon, il quale rimane piacevolmente sorpreso dalla solerzia con cui l'indiano si dimostra un ottimo coinquilino. Howard litiga con Bernadette a causa del suo complesso di inferiorità dopo che questa gli ha fatto un regalo molto costoso. Durante una cena e dopo aver bevuto, Penny si sfoga con Raj dicendogli di aver fatto un errore a lasciare Leonard. Nel frattempo Leonard, ascoltando una videochiamata tra Priya e i suoi genitori, scopre che quest'ultima ha in programma di rientrare in India, così decide, dopo aver svelato a questi ultimi di uscire con lei, di tornare a dormire a casa. La mattina seguente Penny si sveglia nel letto con Raj e torna a casa sua passando davanti a Leonard e Howard allibiti, mentre Sheldon non comprende la situazione.
- Guest star: Aarti Mann (Priya Koothrappali), Brian George (Sig. Koothrappali), Alice Amter (Sig.ra Koothrappali)
- Ascolti USA: telespettatori 10 780 000 – share 11%[28]